# Brudborste
Brudborste, synonym Borsttistel (Cirsium heterphyllum, synonym Cirsium helenioides) är en flerårig ört i släktet tistlar. Den blir uppåt en meter hög, har mörkrosaröda 3–5 centimeter stora blommor med tegellagda holkfjäll. De relativt djupt parflikiga bladen har en silverluden undersida. Längre ner på stjälken är dock bladen ofta hela. Brudborsten är fri från taggar och tas gärna upp i trädgårdsodling. Kan ibland hybridisera med andra, i Sverige vanliga, tistlar som exempelvis åkertistel och kärrtistel. Arten är betydligt vanligare i landets norra delar men förekommer hela vägen ner till Öland och Skåne.

## Bilder

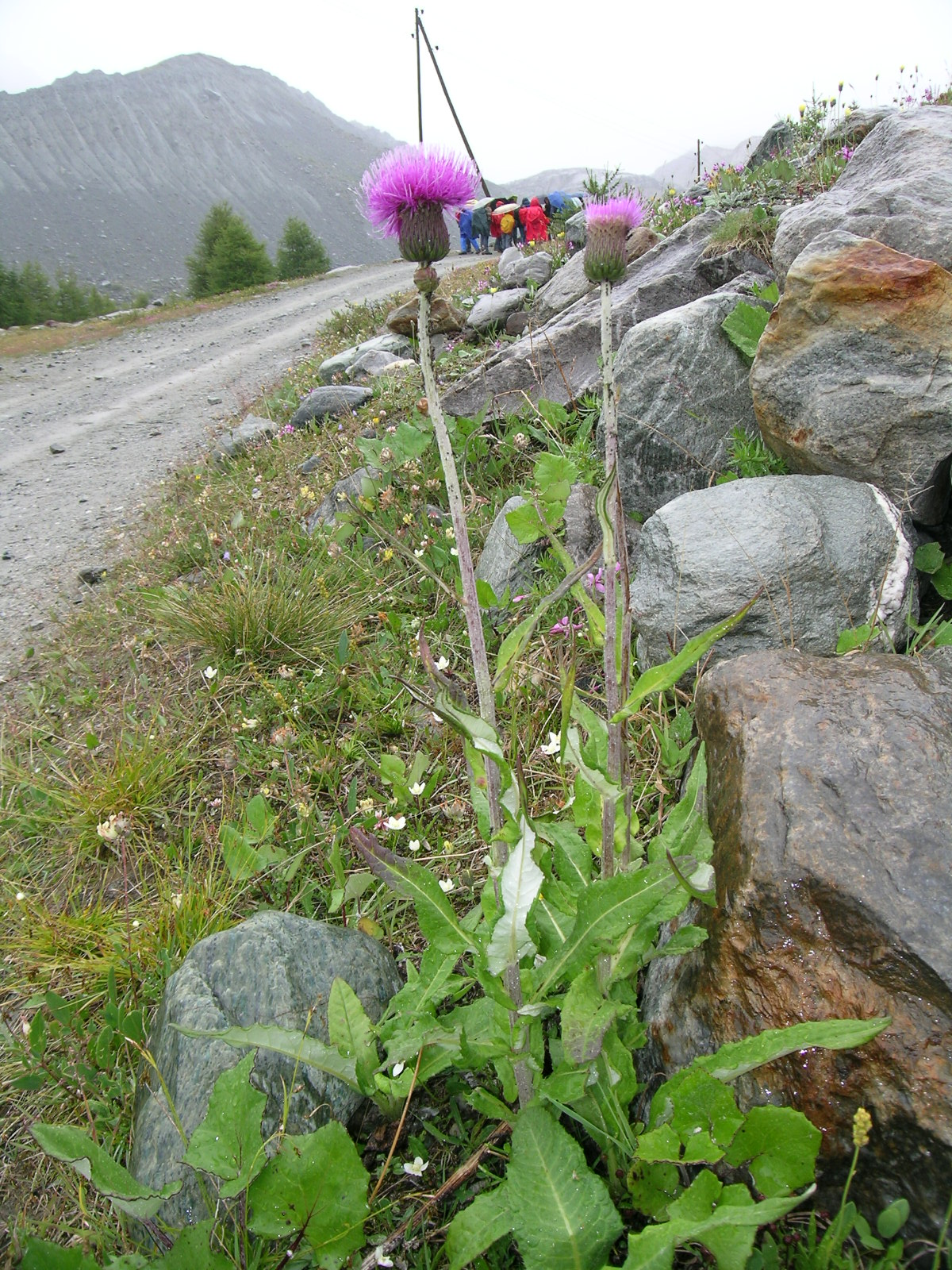
Brudborste i kantonen Valais i Schweiz.
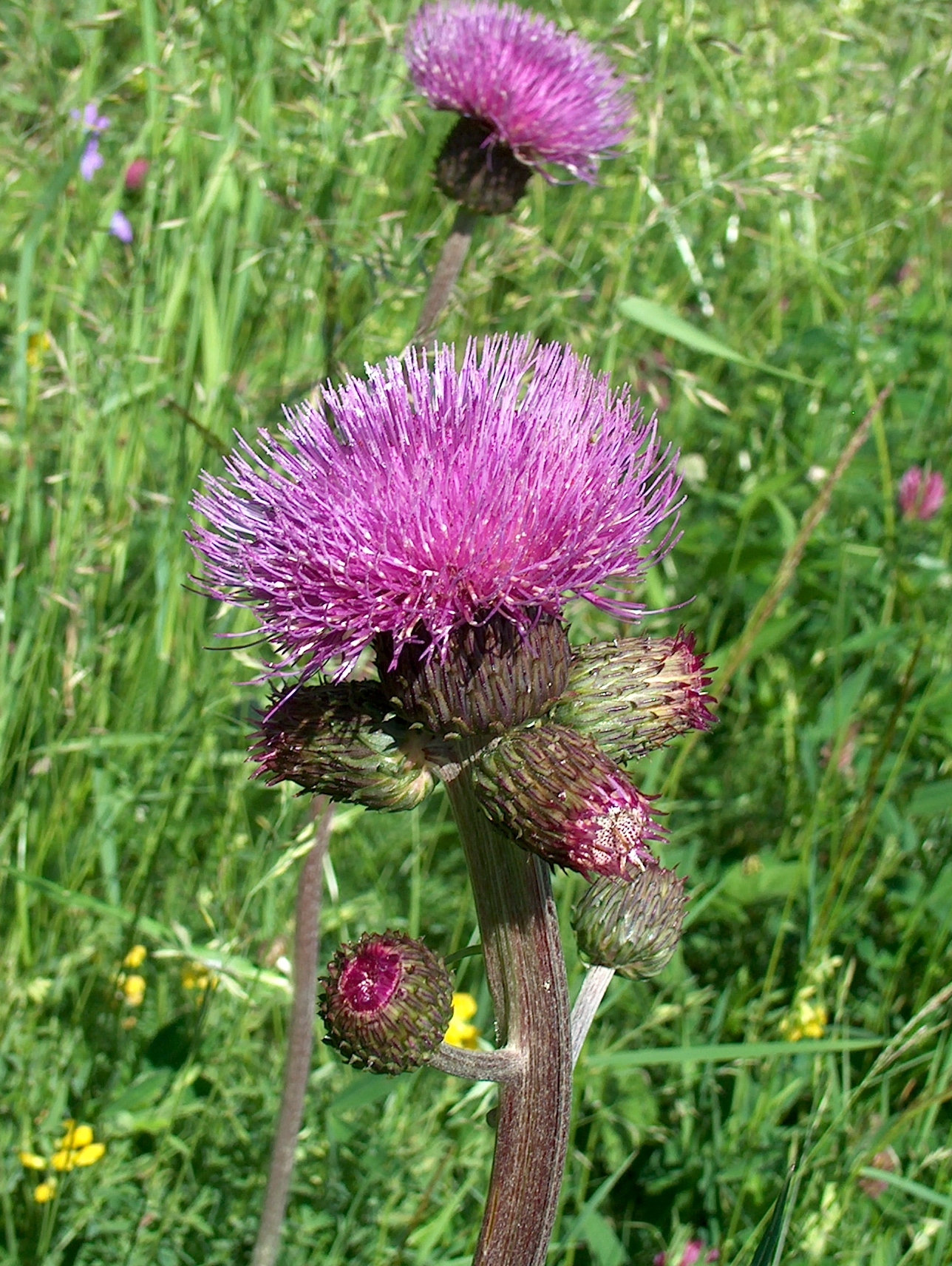
Brudborstar i Kervo, Finland.
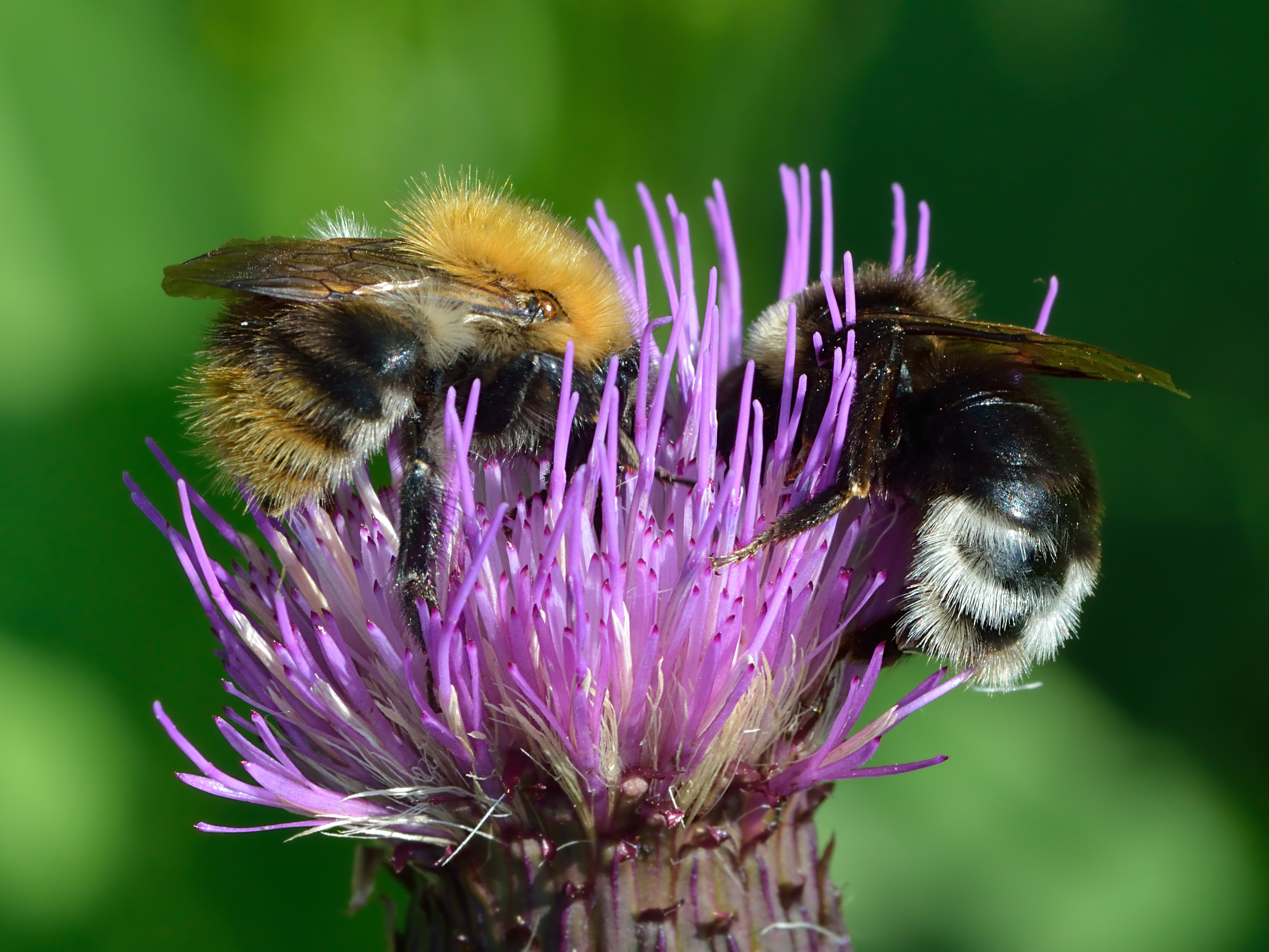